# Tycho (månkrater)
Tycho är en 86 kilometer stor nedslagskrater på månens framsida.
1935 uppkallades kratern efter den danske astronomen Tycho Brahe.

## Satellitkratrar
| Tycho | Latitud  | Longitud | Diameter |
| ----- | -------- | -------- | -------- |
| A     | 39.94° S | 12.07° V | 29 km    |
| B     | 43.99° S | 13.92° V | 14 km    |
| C     | 44.12° S | 13.46° V | 7 km     |
| D     | 45.58° S | 14.07° V | 26 km    |
| E     | 42.34° S | 13.66° V | 13 km    |
| F     | 40.91° S | 13.21° V | 17 km    |
| H     | 45.29° S | 15.92° V | 8 km     |
| J     | 42.58° S | 15.42° V | 11 km    |
| K     | 45.18° S | 14.38° V | 6 km     |
| P     | 45.44° S | 13.06° V | 7 km     |
| Q     | 42.50° S | 15.99° V | 20 km    |
| R     | 41.91° S | 13.68° V | 4 km     |
| S     | 43.47° S | 16.30° V | 3 km     |
| T     | 41.15° S | 12.62° V | 14 km    |
| U     | 41.08° S | 13.91° V | 20 km    |
| V     | 41.72° S | 15.43° V | 4 km     |
| W     | 43.30° S | 15.38° V | 21 km    |
| X     | 43.84° S | 15.25° V | 12 km    |
| Y     | 44.12° S | 15.93° V | 22 km    |
| Z     | 43.23° S | 16.35° V | 23 km    |

## Tycho i fiktion
I Arthur C. Clarke´s science fiction bokserie Rymdodysséerna upptäcks Tycho Magnetic Anomaly (TMA-1), i kratern.